# Dwór w Wodzieradach

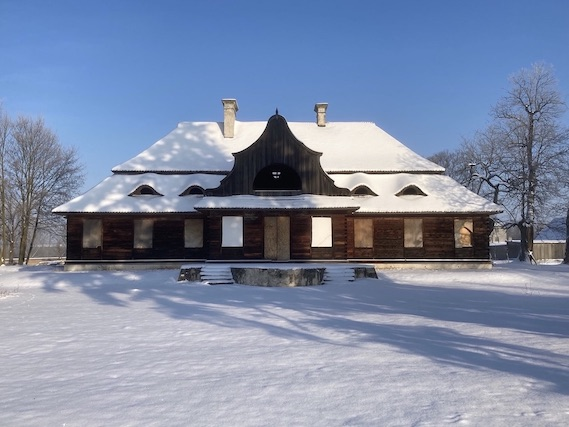
Dwór w Wodzieradach (2021 r.)

Dwór w Wodzieradach – modrzewiowy dwór z przełomu XVIII/XIX wieku w centrum wsi Wodzierady.

## Opis
Dwór drewniany, o konstrukcji sumikowo-łątkowej, wzniesiony w stylu barokowego klasycyzmu. Łamany polski dach przykryty jest gontem. Północną elewację zdobi murowany portyk wsparty na czterech kolumnach. Wewnątrz dworu pomieszczenia ułożone są dwutraktowo z salonem i sienią na osi. Dwór otoczony jest pozostałościami parku z przełomu XVIII i XIX wieku, przez który do dworu prowadzi aleja dojazdowa.

## Historia
Dwór został wzniesiony w około 1825 roku przez rodzinę Bajerów, na wcześniejszych fundamentach. W 1840 roku stał się własnością Hipolita Parczewskiego herbu Nałęcz, który wsławił się założeniem szkoły elementarnej dla dzieci chłopskich (działającej do 1864 r.) oraz uwłaszczeniem chłopów w 1861 roku. W 1849 roku urodził się we dworze jego syn, znany prawnik, naukowiec i działacz społecznościowy Alfons Parczewski. Podczas powstania styczniowego w dworze udzielano schronienia partyzantom i funkcjonował szpital polowy dla rannych z bitwy pod Dobrą. Za co po powstaniu został aresztowany Hipolit Parczewski i by się uwolnić, zmuszony był sprzedać posiadłość. Ta przeszła w posiadanie Kulczyckich, którzy mieszkali w dworze aż do 1939 roku, kiedy to posiadłość zabrali hitlerowcy, oddając ją w zarząd Pikardowi z Rygi. Po II wojnie światowej dwór stał się własnością Prezydium Gromadzkiej Rady Narodowej, w którym działała przedszkole, szkoła i biblioteka. W 1982 roku stał się własnością prywatną, obecnie jest w generalnym remoncie. Dwór położony w parku, w którym znajduje się kilka drzew pomników przyrody, od frontu znajduje się staw.

## Dwór w kulturze
Dwór był i jest tematem prac malarskich: pierwszy zachowany rysunek dworu, obecnie znajdujący się zbiorach gabinetu rycin Muzeum Narodowego w Warszawie datowany jest na przełom XIX i XX wieku i wykonany został przez Jana Małachowskiego. Następni artyści inspirowani tym dworem to: Andrzej Novak-Zempliński, Jan Kocik, Józef Wasiołek, Władysław Kościelniak. Dwór Wodzierady był także miejscem wielu planów filmowych, takich jak Komediantka, Wilczyca, Noce i dnie czy Między ustami a brzegiem pucharu.

## Literatura
- Łoziński J., Miłobędzki A., Atlas Zabytków Architektury w Polsce, 1967 r.